# Дроздово (Подляское воеводство)
Дроздово (пол. Drozdowo) — деревня в Ломжинском повете Подляского воеводства Польши. Входит в состав гмины Пёнтница. По данным переписи 2011 года, в деревне проживало 694 человека.

## География
Деревня расположена на северо-востоке Польши, на правом берегу старого русла реки Нарев, на расстоянии приблизительно 7 километров к востоку от города Ломжа, административного центра повета. Абсолютная высота — 112 метров над уровнем моря. К западу от Дроздово проходит национальная автодорога 63, к северу — национальная автодорога 64.

## История
В «Списке населенных мест Ломжинской губернии» 1906 года издания упомянуто три населённых пункта, содержащих в названии топоним Дроздово: Дроздово-Гурне, Дроздово-Дольне и Дроздово-Подуховне. В трёх деревнях совокупно проживало 590 человек (300 мужчин и 290 женщин). В конфессиональном отношении большинство населения составляли католики (490 человек), остальные — евреи (79 человек) и лютеране (21 человек). В административном отношении деревни входили в состав гмины Дроздово Ломжинского уезда.
В период с 1975 по 1998 годы деревня являлась частью Ломжинского воеводства.В период с 1975 по 1998 годы деревня являлась частью Ломжинского воеводства.

## Достопримечательности
- Музей природы